# Carl Raab (politiker)

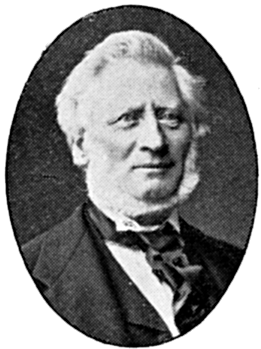
Carl Raab.

Carl Adam Jakob Raab, född 18 december 1815 på Kråkerum i Mönsterås församling, Kalmar län, död 21 oktober 1902 på Helgerum i Västrums församling, Kalmar län, var en svensk friherre, godsägare, militär, kammarherre och riksdagsman. Han var svåger till Emil Key och svärfar till Fredrik Holmqvist.

## Biografi
Raab var kadett vid Karlberg 1829–1834, varefter han 1834 blev fänrik vid Andra livgardet och utnämndes till löjtnant 1841 för att samma år ta avsked som kapten. Han utnämndes till kammarherre 1853.
Han ägde Helgerum i Västrums socken, Fågelvik i Tryserums socken och Åkerholm i Lofta socken. 
Raab var ledamot av riksdagens första kammare 1867–1873, invald i Kalmar läns norra valkrets.
Han utgav Om statkarlssystemet i Sverige 1847, Några ord om prästerskapet och kyrkoförfattningen i Sverige 1850, Förtroliga bref till finansministern i fyra häften 1862–1865, Om industri och frihandel (häfte 1) 1886 och Strödda uppsatser rörande statistik, försvarsväsende och industri 1893.